# جورج فريدريك كلارك
جورج فريدريك كلارك هو مؤلف وطبيب أسنان كندي، ولد في 29 ديسمبر 1883 في Woodstock, New Brunswick ‏ في كندا، وتوفي في 23 أكتوبر 1974 بسبب سكتة.